# Handball-Panamerikameisterschaft der Männer 1984
Die Handball-Panamerikameisterschaft der Männer 1984 war die dritte Austragung der Handball-Panamerikameisterschaft der Männer für Nationalmannschaften Nord-, Zentral- und Südamerikas sowie der Karibik. Organisiert wurde das Turnier von der Pan-American Team Handball Federation. Es wurde vom 13. bis 21. Januar 1984 im United States Olympic Training Center in Colorado Springs ausgetragen.
Acht Mannschaften hatten sich für die Teilnahme beworben. Argentinien und die Dominikanische Republik zogen ihre Teams auf Grund fehlenden Geldes zurück.
Der Panamerikameister aus Kuba qualifizierte sich für die Olympischen Spiele 1984. Auf Grund des Olympiaboykotts der sozialistischen Länder erhielt das drittplatzierte Kanada den Startplatz, da die zweitplatzierten USA als Ausrichter der Spiele von Los Angeles bereits qualifiziert waren. Die USA erhielten den Startplatz für die B-Weltmeisterschaft 1985. Kanada zog seine Teilnahme an den Olympischen Spielen ebenfalls zurück, woraufhin die Internationale Handballföderation (IHF) Südkorea als Nachrücker nominierte.

## Turnierverlauf

### Tabelle
| Pl. | Land               | Sp. | S | U | N | Tore      | Diff. | Punkte |
| --- | ------------------ | --- | - | - | - | --------- | ----- | ------ |
| 1.  | Kuba               | 5   | 4 | 1 | 0 | 0161:860  | +75   | 9      |
| 2.  | Vereinigte Staaten | 5   | 4 | 1 | 0 | 0136:730  | +63   | 9      |
| 3.  | Kanada             | 5   | 3 | 0 | 2 | 0113:980  | +15   | 6      |
| 4.  | Brasilien          | 5   | 2 | 0 | 3 | 0110:1050 | +5    | 4      |
| 5.  | Mexiko             | 5   | 1 | 0 | 4 | 091:1080  | −17   | 2      |
| 6.  | Puerto Rico        | 5   | 0 | 0 | 5 | 079:2200  | −141  | 0      |

Anmk.: Bei Punktgleichheit entschied der direkte Vergleich, dann das Torverhältnis.
| 13. Januar 1984 | Kanada | 20:12 | Mexiko | United States Olympic Training Center, Colorado Springs |
| 13. Januar 1984 | (9:5)  |       |        | United States Olympic Training Center, Colorado Springs |
| 13. Januar 1984 |        |       |        | United States Olympic Training Center, Colorado Springs |

| 13. Januar 1984 | Kuba | 26:16 | Brasilien | United States Olympic Training Center, Colorado Springs |
| 13. Januar 1984 |      |       |           | United States Olympic Training Center, Colorado Springs |
| 13. Januar 1984 |      |       |           | United States Olympic Training Center, Colorado Springs |

| 13. Januar 1984 | Vereinigte Staaten | 49:7 | Puerto Rico | United States Olympic Training Center, Colorado Springs |
| 13. Januar 1984 | (24:2)             |      |             | United States Olympic Training Center, Colorado Springs |
| 13. Januar 1984 |                    |      |             | United States Olympic Training Center, Colorado Springs |

| 15. Januar 1984 | Kuba | 60:20 | Puerto Rico | United States Olympic Training Center, Colorado Springs |
| 15. Januar 1984 |      |       |             | United States Olympic Training Center, Colorado Springs |
| 15. Januar 1984 |      |       |             | United States Olympic Training Center, Colorado Springs |

| 15. Januar 1984 | Brasilien | 18:13 | Mexiko | United States Olympic Training Center, Colorado Springs |
| 15. Januar 1984 |           |       |        | United States Olympic Training Center, Colorado Springs |
| 15. Januar 1984 |           |       |        | United States Olympic Training Center, Colorado Springs |

| 15. Januar 1984 | Vereinigte Staaten | 21:15 | Kanada | United States Olympic Training Center, Colorado Springs |
| 15. Januar 1984 |                    |       |        | United States Olympic Training Center, Colorado Springs |
| 15. Januar 1984 |                    |       |        | United States Olympic Training Center, Colorado Springs |

| 17. Januar 1984 | Brasilien | 36:16 | Puerto Rico | United States Olympic Training Center, Colorado Springs |
| 17. Januar 1984 |           |       |             | United States Olympic Training Center, Colorado Springs |
| 17. Januar 1984 |           |       |             | United States Olympic Training Center, Colorado Springs |

| 17. Januar 1984 | Vereinigte Staaten | 22:13 | Mexiko | United States Olympic Training Center, Colorado Springs |
| 17. Januar 1984 |                    |       |        | United States Olympic Training Center, Colorado Springs |
| 17. Januar 1984 |                    |       |        | United States Olympic Training Center, Colorado Springs |

| 17. Januar 1984 | Kuba | 26:15 | Kanada | United States Olympic Training Center, Colorado Springs |
| 17. Januar 1984 |      |       |        | United States Olympic Training Center, Colorado Springs |
| 17. Januar 1984 |      |       |        | United States Olympic Training Center, Colorado Springs |

| 19. Januar 1984 | Kanada | 38:18 | Puerto Rico | United States Olympic Training Center, Colorado Springs |
| 19. Januar 1984 |        |       |             | United States Olympic Training Center, Colorado Springs |
| 19. Januar 1984 |        |       |             | United States Olympic Training Center, Colorado Springs |

| 19. Januar 1984 | Vereinigte Staaten | 25:19 | Brasilien | United States Olympic Training Center, Colorado Springs |
| 19. Januar 1984 |                    |       |           | United States Olympic Training Center, Colorado Springs |
| 19. Januar 1984 |                    |       |           | United States Olympic Training Center, Colorado Springs |

| 19. Januar 1984 | Kuba | 30:16 | Mexiko | United States Olympic Training Center, Colorado Springs |
| 19. Januar 1984 |      |       |        | United States Olympic Training Center, Colorado Springs |
| 19. Januar 1984 |      |       |        | United States Olympic Training Center, Colorado Springs |

| 21. Januar 1984 | Mexiko | 37:18 | Puerto Rico | United States Olympic Training Center, Colorado Springs |
| 21. Januar 1984 |        |       |             | United States Olympic Training Center, Colorado Springs |
| 21. Januar 1984 |        |       |             | United States Olympic Training Center, Colorado Springs |

| 21. Januar 1984 | Kanada | 25:21 | Brasilien | United States Olympic Training Center, Colorado Springs |
| 21. Januar 1984 |        |       |           | United States Olympic Training Center, Colorado Springs |
| 21. Januar 1984 |        |       |           | United States Olympic Training Center, Colorado Springs |

| 21. Januar 1984 | Kuba | 19:19 | Vereinigte Staaten | United States Olympic Training Center, Colorado Springs |
| 21. Januar 1984 |      |       |                    | United States Olympic Training Center, Colorado Springs |
| 21. Januar 1984 |      |       |                    | United States Olympic Training Center, Colorado Springs |

## Platzierungen
Legende
| Rang | Mannschaft         |
| ---- | ------------------ |
|      | Kuba               |
|      | Vereinigte Staaten |
|      | Kanada             |
| 4    | Brasilien          |
| 5    | Mexiko             |
| 6    | Puerto Rico        |